# 普蘭齊什庫斯·巴爾特魯斯·希維茨基斯
普蘭齊什庫斯·巴爾特魯斯·希維茨基斯（1882年9月30日—1968年10月12日）是立陶宛的一位動物學家，專業領域為發育生物學、水生生物學、軟體動物學、寄生蟲學與土壤生物學，他於芝加哥大學取得博士學位後，曾至菲律賓馬尼拉的菲律賓大學擔任教授，1929年回到立陶宛，先後任教於立陶宛大學（今维陶塔斯·马格努斯大学）與維爾紐斯大學，之後在立陶宛科學院下的數個研究所從事研究，1956年獲選為立陶宛科學院院士，為立陶宛水生生物研究的先驅。

## 早年生活
希維茨基斯於1882年出生於立陶宛中部的希盧瓦札拉基什基艾的一個農民家庭，有兩名兄弟。1898年至1890年他畢業於當地一所以俄語授課的中學，當時正值立陶宛書刊禁令期間，希維茨基斯透過地下出版品習得立陶宛文，協助分發立陶宛文書籍，並公開支持1905年主張立陶宛自治的維爾紐斯大議會，1906年因被沙俄政府通緝而前往美國，在芝加哥半工半讀，1908年至1922年間他輾轉就讀了多所大學，1911年於瓦爾帕萊索大學獲理學士學位，1917年又於密蘇里大學獲文學士學位，此外還曾就讀伊利諾大學、普渡大學、愛荷華大學與哥倫比亞大學等院校，同時也在立陶宛裔社群中活躍，曾擔任天主教會周報的編輯，1920年希維茨基斯開始進行博士論文研究，主題為虎紋三角渦蟲（一種扁蟲，希維茨基斯當時將其命名為Planaria lata）受損傷後組織再生的機制，1922年獲博士學位，論文於隔年發表。
因無美國國籍，希維茨基斯無法在美國擔任教職，1922年便前往美屬菲律賓馬尼拉的菲律賓大學擔任教授，隔年建立了加萊拉港海洋生物研究站，1924年至1928年擔任該校動物學系系主任，教授比較解剖學、胚胎學、基礎動物學和實驗動物學等課程。

## 回國後
1929年希維茨基斯回到立陶宛，任教於立陶宛大學（今维陶塔斯·马格努斯大学），1940年改至維爾紐斯大學擔任教授，1944年起擔任組織學與胚胎學科系的系主任，1945年因教學與研究貢獻（特別是對立陶宛淡水動物的研究）獲頒有功科學家稱號，但1948年他因支持孟德爾遺傳學，拒絕為符合蘇聯意識形態的李森科主義（李森科-米丘林理論）背書而失去了教授職位，改至立陶宛科學院農學研究所的白索加拉家畜研究站任職，1952年希維茨基斯創立了寄生蟲學實驗室，隸屬於畜牧與獸醫研究所，1956年他獲選為立陶宛科學院院士，同年改任職於生物學研究所，1959年至1960年為動物學與寄生蟲學研究所所長，1960年至1968年負責管理無脊椎動物學的研究部門。希維茨基斯於1968年逝世，葬於維爾紐斯的安塔卡尼斯墓園。

## 個人生活
1937年希維茨基斯與時年29歲的佩特羅內萊·里姆庫特（Petronėlė Rimkutė）結婚，里姆庫特為教師與地理學家，兩人育有兩子三女，其中兩人為化學家，兩人為音樂家，一人為數學家。
除科學研究外，希維茨基斯還是業餘的攝影愛好者，曾在菲律賓與立陶宛各地旅行拍照，攝影主題包括人物、建築、自然風光、人文風俗與歷史事件等，共留下約3000張珍貴的照片，立陶宛國家檔案館現仍保存他於1928年至1934年間錄製的影片。

## 紀念
共有四種無脊椎動物生物的種小名以希維茨基斯為名：希維茨基斯氏箱形水母（Copula sivickisi）、希維茨基斯氏多胃蚓（Pleionogaster sivickisi）、希維茨基斯氏盾蟎（Scutacarus shivicki，一種生活在土壤中的蟎）與希維茨基斯氏艾美球蟲（Eimeria shivicki），其中前兩者為自菲律賓採集，由希維茨基斯在西歐的合作者發表，後兩者為希維茨基斯身後發表。
1982年立陶宛科學院紀念希維茨基斯的百歲誕辰，設立了以他為名的獎項，頒予表現傑出的動物學家，過去為每三年頒發一次，現為每四年頒發一次。維爾紐斯有一條街道以希維茨基斯為名，此外他曾工作過的許多學校大樓皆設立紀念他的牌匾，其出生地的一所學校也以他為名。
2005年，希維茨基斯的女兒雷蒙娜·希維茨基特·西莫凱蒂埃內（Ramona Šivickytė Simokaitienė）出版了紀錄希維茨基斯生平的著作《持續的思考：回憶普蘭齊什庫斯·巴爾特魯斯·希維茨基斯教授》（Gyvoji mintis: pagal prof. P. B. Šivickio atsiminimus）。
希維茨基斯於1960年出版的《立陶宛的軟體動物與其介紹》（Lietuvos moliuskai ir jų apibūdinimas）至今仍是該領域最重要的文獻，他生前收集了立陶宛各地大量的軟體動物標本，在他逝世後一度被忽略，1999年才被捐給考那斯的塔達斯·伊瓦納斯卡斯動物學博物館保存。